# الطب التقليدي الإفريقي
الطب التقليدي الأفريقي هو علم كامل يشتمل على الأعشاب الطبية والروحانيات الأفريقية، التي تشمل عادة العرافين، والقابلات، و أطباء الأعشاب. يدعي ممارسوا الطب التقليدي الأفريقي القدرة على علاج مختلف الحالات المتنوعة مثل السرطان والاضطرابات النفسية، وارتفاع ضغط الدم، والكوليرا، ومعظم الأمراض التناسلية، والصرع، والربو، والأكزيما، والحمى، والقلق، والاكتئاب، وتضخم البروستاتا الحميد، التهابات المسالك البولية، والنقرس، والجروح والحروق.
و يتم التشخيص من خلال وسائل روحانية ثم يوصف العلاج الذي يتألف عادة من العلاج بالأعشاب التي ليس لديها قدرات الشفاء فقط، ولكن أيضا أهمية رمزية وروحية. يختلف الطب التقليدي الأفريقي، باعتقاده أن المرض لا يحدث صدفة، ولكن من خلال عدم التوازن الروحي أو الاجتماعي، كثيرا عن الطب الغربي، الذي يعتمد على الناحية الفنية والتحليلية. بالرغم من كوننا في القرن 21 إلا أن المستحضرات الصيدلانية الحديثة والإجراءات الطبية لا يمكن وصولها إلى أعداد كبيرة من الشعوب الأفريقية بسبب تكلفتها العالية نسبيا وتركز المراكز الصحية في المراكز الحضرية. وقد اعترف الأطباء الممارسين الأفارقة في السنوات الأخيرة أن لديهم الكثير لتعلمه من الممارسات الطبية التقليدية.

## تاريخه

### الحقبة الاستعمارية
اعتبر العلم الحديث، في الماضي، أن أساليب المعارف التقليدية بدائية. تحت الحكم الاستعماري اعتبر المعالجين التقليديين خارجين عن القانون لأن العديد من الأمم اعتبرت ذلك نوع من السحر الغير قانوني مما أدى إلى الحرب ضد الشعوذة والسحر. وخلال هذا الوقت، بذلت أيضا محاولات للسيطرة على بيع الأدوية العشبية. فبعد حصول موزمبيق على الاستقلال في 1975، ذهبت محاولات السيطرة على الطب التقليدي بعيدا حيث تم إرسال المعالجين إلى معسكرات إعادة التعليم. فبعد الاستعمار وانتشار المسيحية من خلال أفريقيا بني المستعمرين المستشفيات العامة والمبشرين المسيحيين بني منها خاصة، مع آمال بتحقيق تقدما ضد الأمراض على نطاق واسع. ولم يتم بذل الكثير للتحقيق في شرعية هذه الممارسات، حيث اعتقد الكثير من الأجانب أن الممارسات الطبية الأصلية وثنية وخرافية، وأن الأساليب الغربية وحدها هي المناسبة. في أوقات الصراع، كانت المعارضة شديدة خاصة أن الناس يميلون أكثر للإتجاه لعالم ماوراء الطبيعة. وبناء على ذلك، استمر الأطباء والممارسين الصحيين، في معظم الحالات، في التنكر لممارسي الطب التقليدي على الرغم من مساهمتهم في تلبية الاحتياجات الصحية الأساسية للسكان.

### الفترة الحديثة

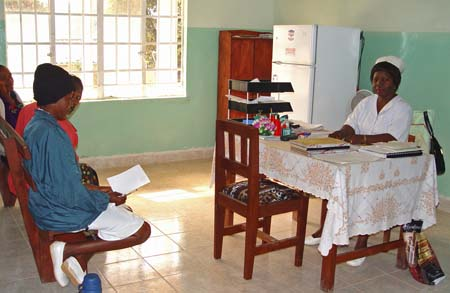
ممرضة في مستشفى كويدو في سيراليون تتشاور مع المرضى.

في السنوات الأخيرة، اكتسبت العلاجات والأدوية المستخدمة في الطب التقليدي الأفريقي تقديرا أكثر من الباحثين في العلوم الغربية. وقد بدأت البلدان النامية ادراك ارتفاع تكاليف نظم الرعاية الصحية الحديثة والتكنولوجيات المطلوبة، مما يثبت اعتماد أفريقيا عليها. ونتيجة لهذا، يركز الاهتمام في الآونة الأخيرة على دمج الطب التقليدي الأفريقي في القارة مع نظم الرعاية الصحية الوطنية. وقد تبنى معالج أفريقي هذا المفهوم من خلال مستشفى من 48 سريرا، وهو الأول من نوعه، في كوا نسيزوا، جنوب أفريقيا، يجمع بين الأساليب التقليدية والمثلية، علم القزحية، وغيرها من طرق العلاج الغربية، حتى بما في ذلك الطب التقليدي في آسيا. ومع ذلك، فإن التكنولوجيا المتطورة الحديثة المستخدمة في الطب الحديث الذي يبدأ دمجه في نظم الرعاية الصحية في أفريقيا، يمكن أن تدمر القيم الثقافية الأفريقية عميقة الجذور.

## التشخيص

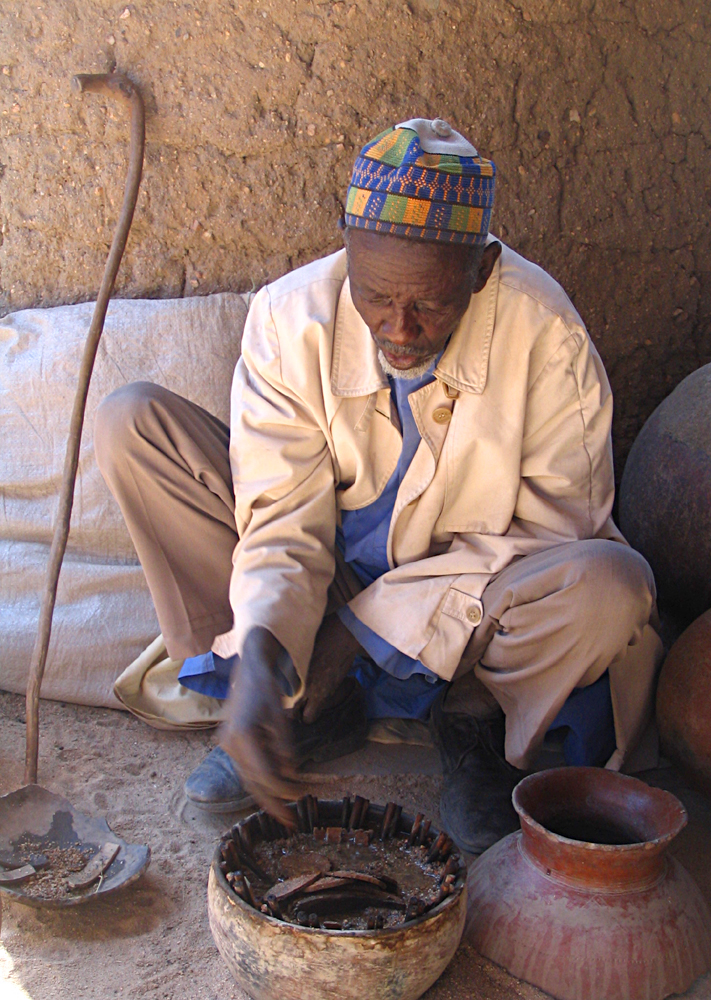
ساحر السلطعون Kapsiki من Rhumsiki، مقاطعة الشمال الأقصى، الكاميرون, يستخدم شكلا من أشكال العرافة عن طريق تفسير التغيرات في مواضع الأشياء المختلفة الناجمة عن سلطعون المياه العذبة.

يعتمد التشخيص وطرق اختيار العلاج في الطب التقليدي الأفريقي بشكل كبير على الجوانب الروحية، في كثير من الأحيان على الاعتقاد أنه ينبغي معالجة الجوانب النفسية والروحية قبل الجوانب الطبية. في الثقافة الأفريقية «لا أحد يصبح مريض بدون سبب كاف.»  ينظر الممارسون إلى «من» بدلا من «ما» عند تحديد السبب والشفاء من المرض، وتأتي الاجابات من المعتقدات الكونية للشعب. بدلا من النظر إلى أسباب الطبية أو الجسدية للمرض يحاول المعالجون تحديد الأسباب الجذرية الكامنة وراءها، والتي يعتقد أنها تنبع من عدم وجود توازن بين المريض وبيئته الاجتماعية أو العالم الروحي، وليس لأسباب طبيعية. الأسباب طبيعية في الواقع، لا ينظر إليها على أنها طبيعية على الإطلاق، ولكنها تلاعب الأرواح أو الآلهة. يقال على سبيل المثال، أن المرض في بعض الأحيان يكون نتيجة لذنب قام به الشخص أو العائلة أو القرية أو لخطيئة أو تعدي أخلاقي. ولذلك ينبع المرض من استياء الآلهة أو الله، وذلك بسبب مخالفة القانون الأخلاقي العالمي. وفقا لنوع من عدم التوازن الذي يعانيه الفرد يستخدم نبات طبي في العلاج والذي يقدر لقيمته الرمزية والروحية فضلا عن تأثيره الطبية.
عندما يمرض شخص، يستخدم الممارس التقليدي تعاويذ لإجراء التشخيص. ويعتقد أن التعاويذ تعطي جو من الاتصالات الباطنية والكونية. تستخدم العرافة عادة إذا لم يتم التعرف على المرض بسهولة، وإلا، يشخص المرض بسرعة ويوصف العلاج. إذا كانت العرافة مطلوبة، يخبر المعالج المريض بضرورة استشارة العرافة التي يمكن أن تعطي المزيد من التشخيص والعلاج. الاتصال مع العالم الروحاني من خلال العرافة غالبا ما يتطلب ليس دواء فقط، ولكن التضحيات  أيضا.

## العلاج
يستخدم الممارس التقليدي مجموعة متنوعة وواسعة من العلاجات بدءا من «السحر» وصولا إلى الأساليب الطبية الحيوية مثل الصيام واتباع نظام غذائي، والعلاجات العشبية، والاستحمام، والتدليك، والعمليات الجراحية. ويعالج الصداع النصفي، والسعال، الخراج خراج، و التهاب الجنبة في كثير من الأحيان باستخدام «الحجامة» بعد وضع مرهم عشبي ثم المتابعة مع الأدوية العشبية. تستخدم الحيوانات أيضا في بعض الأحيان لنقل المرض إلى بعد ذلك. تفرك بعض الثقافات مرهم عشبي ساخن على جفون المريض لعلاج الصداع. وتعالج الملاريا بشرب واستخدام بخارأحد الخلطات العشبية. وتعالج الحمى في كثير من الأحيان باستخدام حمام بخاري. ومن خلال تحفيز القيء يمكن علاج بعض الأمراض. فعلى سبيل المثال، يتم نقع لحم البقر في مشروب المدمن على الكحول لتحفيز التقيؤ والغثيان وعلاج إدمان الكحول. في خليج بنن، عرف المواطنين استخدام دهون من الأصلة العاصرة لعلاج النقرس والروماتيزم ولتخفيف ألم الصدر عندما يفرك في الجلد.

### نباتات طبية
وهبت أفريقيا العديد من النباتات التي يمكن استخدامها لأغراض طبية واستفادوا هم منها استفادة كاملة. في الواقع، فمن أصل ما يقرب من 6400 نوع من النباتات المستخدمة في أفريقيا الاستوائية، يستخدم أكثر من 4000 نوع منها كنباتات طبية. وتستخدم النباتات الطبية في علاج الكثير من الأمراض والأوبئة، وتجذب استخدامات وآثار هذه النباتات اهتماما متزايدا في المجتمعات الغربية. ولا تستخدم النباتات فقط لخصائصها العلاجية ولكن أيضا لأهميتها الرمزية والروحانية. على سبيل المثال، الأوراق، والبذور، والأغصان باللون الأبيض والأسود والأحمر ينظر إليها على انها ذات رمزية أو سحرية خاصة وتمتلك خصائص خاصة.
أمثلة لبعض النباتات الطبية:

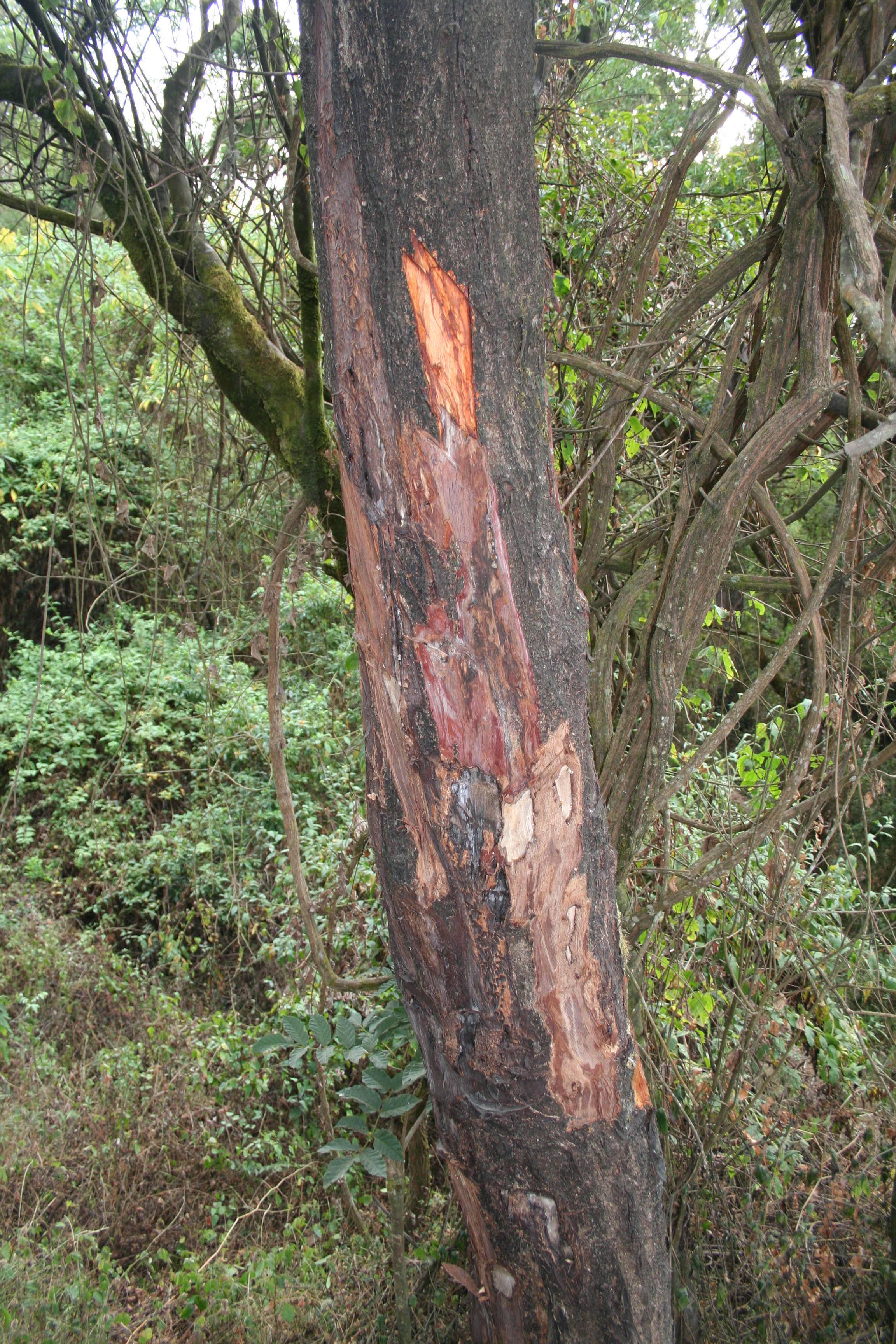
خوخ افيركانا ذو لحاء تم إزالة بعض اجزائه.

- الخوخ (برقوق افيركانا) : يستخدم الخوخ ليس فقط في الطب التقليدي الأفريقي، ولكن أيضا في جميع أنحاء العالم كعلاج لـ تضخم البروستاتا الحميد البسيط أو المعتدل، حيث يقول مستخدميه قدرته على زيادة سهولة التبول والحد من الالتهاب وترسبات الكوليسترول. في الممارسات الأفريقية التقليدية، يصنع الشاي من اللحاء، بينما في أماكن أخرى في العالم توجد في شكل مساحيق، صبغة، وحبوب منع الحمل. يباع الخوخ في أوروبا منذ 1970، ويزرع بكميات كبيرة في الكاميرون ومدغشقر كل عام.[1]
- Securidaca Longepedunculata :  نبات استوائي يوجد في كل مكان تقريبا في جميع أنحاء القارة مع استخدام مختلف في كل جزء من أفريقيا. في تنزانيا، يستخدم اللحاء المجفف كملين لاضطرابات الجهاز العصبي، بتناول كوب من الخليط يوميا على مدى أسبوعين. في شرق أفريقيا، تستخدم أوراق النبات المجففة في علاج الجروح والقروح، والسعال، والأمراض التناسلية، ولدغات الثعابين. في ملاوي، تستخدم الأوراق أيضا للجروح، والسعال، والأمراض التناسلية، ولدغ الثعابين، وكذلك مرض البلهارسيا، ويستخدم المجفف منها لعلاج الصداع. وفي أجزاء أخرى من القارة، تستخدم أجزاء النبات لعلاج الأمراض الجلدية، والملاريا، والعجز، والصرع، وتستخدم أيضا كمنشط جنسي.

و في دراسة بعنوان النشاط المثبط للACE في النباتات المغذية في Kwa-Zulu Natal '، والتي قام بها Irene Mackraj and S. Ramesar، كلاهما يعملان في قسم علم وظائف الأعضاء والكيمياء الفسيولوجية، و H. Baijnath قسم العلوم البيولوجية وConservation Sciences ؛ جامعة كوا زولو ناتال، دوربان، جنوب أفريقيا لدراسة فعالية 16 نبات في منطقة كوازولو ناتال، وخلصت إلى أن المستخلصات النباتية تحتوي على قيمة علاجية لارتفاع ضغط الدم (ضغط الدم). وفيما يلي النباتات التي يستخدمها المعالجون التقليديون وفحصها الفريق:
| النبات               | الوصف                                                                                      |
| -------------------- | ------------------------------------------------------------------------------------------ |
| Amaranthus dubius    | نبات زهري، يعرف أيضا باسم قطيفة الطحال                                                     |
| Amaranthus hybridus  | المعروف باسم حشائش الخنازير السلسة أو القطيفة الضئيلة                                      |
| Amaranthus spinosus  | المعروف أيضا باسم القطيفة الشوكي                                                           |
| Asystasia gangetica  | غطاء أرضى مزين يعرف أيضا بالبنفسج الصيني. يستخدم كذلك في الطب الشعبي النيجيري لعلاج الربو. |
| Centella asiatica    | نبات عشبي سنوي صغير يشار إليه بسرة الأرض الآسيوي.                                          |
| Ceratotheca triloba  | نبات سنوي طويل يزهر في الصيف يشار إليه أحيانا باسم خشخاش سو                                |
| Chenopodium album    | يدعى أيضا أرباع الحمل وهو نبات عشبي سنوي                                                   |
| الحمباز الجنوبي      | معروف باسم جاك ذو الثلاث زوايا الجنوبي                                                     |
| parviflora Galinsoga | يشار إليه بالجندي الباسل                                                                   |
| Justicia flava       | المعروف أيضا باسم justicia الصفراء والتي اتخذت لمعالجة السعال وعلاج الحمى                  |
| معضوضة بلسمية        | دواء عشبي تقليدي أفريقي معروف أيضا باسم بلسم التفاح                                        |
| Oxygonum sinuatum    | حشائش غازية ليس لها اسم شائع                                                               |
| Physalis viscosa     | يعرف باسم كرز الأرض starhair                                                               |
| Senna occidentalis   | شجيرة استوائية مورقة جدا بذورها تستخدم في قهوة تعرف ب العشب الإنتاني                       |
| Solanum nodiflorum   | المعروف أيضا باسم الباذنجان الأبيض                                                         |
| التولباغية البنفسجية | نبات بصلي الشكل مع أوراق بلا شعر كثيرا ما يشار إليه بالمجتمع أو الثوم البري                |

من النباتات 16، وجد أن هذه النباتات لها آثار إيجابية  Amaranthus dubius, Amaranthus hybridus, Asystasia gangetica, Galinsoga parviflora, Justicia flava, Oxygonum sinuatum, Physalis viscosa, وTulbaghia violacea  ، وأن الأخير يبرهن على أن لديه القدرة على خفض ضغط الدم.

### الروحانية

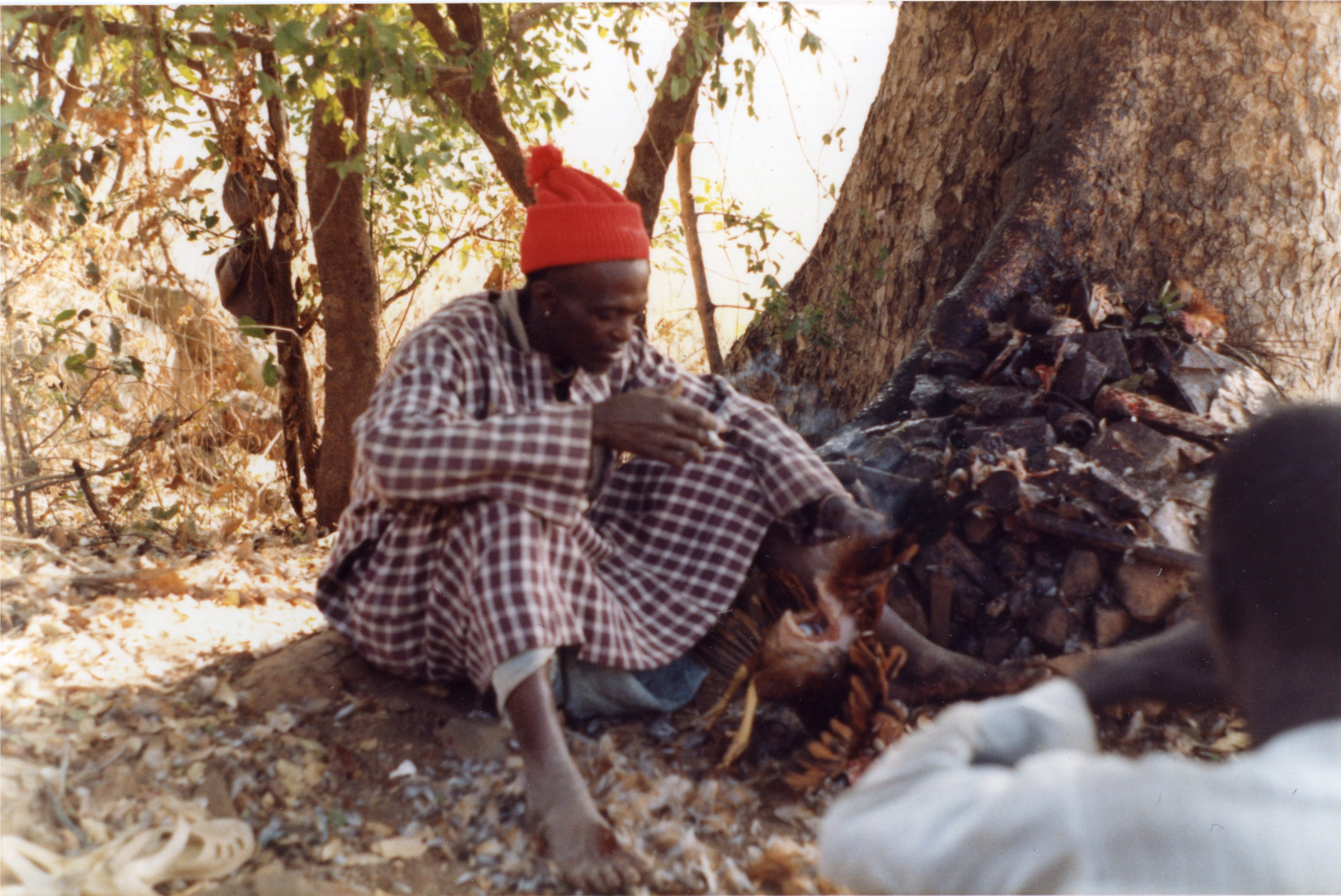
الكاهن الشهير Bedik خارج Iwol، جنوب شرق السنغال (غرب أفريقيا). يتوقع النتائج من خلال ملاحظة لون أعضاء الدجاج المذبوحة للتضحية.

قد يستخدم بعض المعالجين السحر، الطلاسم، أو تلاوة تعاويذ في العلاجات. وينظر أيضا للطبيعة الثنائية للطب التقليدي الأفريقي بين الجسد والروح والمادة والروح وتفاعلها مع بعضها البعض على أنها شكلا من أشكال السحر. ويعطي ريتشارد Onwuanibe شكلا من السحر اسم "Extra-Sensory-Trojection". هذا هو الاعتقاد بين قبائل آيبوس نيجيريا أن رجال الطب يمكنهم غرس شيء في شخص من مسافة بعيدة لإلحاق المرض به. وتشير إليه يشار قبائل آيبوس على أنه egba ogwu. ولإزالة الكائن الخبيث، مطلوب عادة تدخل رجل الطب الثاني، الذي يزيله عن طريق شق في المريض. وتتضمن Egba ogwu عمليات نفسية حركية. شكل آخر من أشكال السحر التي يستخدمها هؤلاء الممارسين، وهي معروفة على نطاق أوسع، هو سحر التعاطف، الذي يقدم فيه نموذجا للضحية. فما يتم تنفيذه من إجراءات على النموذج يتم نقله إلى الضحية، بطريقة مشابهة ل دمية الشعوذة. «في الحالات التي تسبب فيها أرواح المتوفى المتاعب والمرض للأقارب يصف رجال الطب العلاج، وغالبا في شكل من أشكال التضحية الاسترضائية، وذلك لإراحتهم وحتى لا يسببوا أي مشكلة للحي، وخاصة الأطفال.»  استخدام السحر والتمائم لعلاج الأمراض والعلل هو ممارسة غير مؤكدة تتطلب المزيد من التحقيق العلمي.

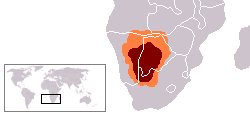
صحراء كلهاري (باللون الأحمر) والمناطق المحيطة بحوض كلهاري (باللون البرتقالي).

في الثقافات الأفريقية، يعتبر الشفاء فعلا من الأفعال الدينية. ولذلك، فإن عملية الشفاء في كثير من الأحيان تحاول التقرب إلى الله لأن الله في النهاية ليس فقط بإمكانه إلحاق المرض ولكن أيضا توفير العلاج. فلدى الأفارقة وجهة نظر دينية للعالم مما يجعلهم على بينة من جدوى التدخل الإلهي أو الروح في الشفاء، العديد من المعالجين يشيرون إلى الله كمصدر للطاقة الطبية. على سبيل المثال يعتقد الشعب الكونغي في صحراء كلهاري أن الأله العظيم Hishe خلق كل شيء، وبالتالي يسيطر على كل من المرض والموت. ومع ذلك يمنح Hishe قوى سحرية لعلاج المرض لبعض الرجال. حيث يقدم Hishe نفسه لرجال الطب في الأحلام والهلاوس ويمنحهم القوة العلاجية. ولأن هذا الأله كان سخيا بما يكفي لإعطاء القوة لرجال الطب، فمن المتوقع ممارستهم للطب مجانا. وللحصول على تأثير العلاج يقوم رجال الطب الكونغ بأداء رقصة قبلية. لوما مارشال، الذي قامت بحملات لأفريقيا الجنوبية الغربية مع عائلتها لدراسة!شعب الكونغ، وألفت كتابين عن النتائج التي توصلت إليها، تصف رقصة علاج الاحتفالية على النحو التالي :

الرقصات قد لا تتم لعلاج المرضى فقط، ولكن لتحجيم الشر وتجنب سوء الحظ أيضا. يعتقد ال!الكونغ أن الإله العظيم أرسل Gauwa أو gauwas في أي وقت السوء لشخص ما، وأن هذه الكائنات قد تكون كامنة تنتظر الفرصة لممارسة ذلك. يكافحهم رجال الطب في الرقصات، حتى يذهبوا بعيدا، ويحموا الناس.
عادة ما يقوم بذلك العديد من رجال الطب في نفس الوقت. وللعلاج يذهبون في غيبوبة، تختلف في العمق مع تقدم سير الاحتفال... عندما يبدأ رجل، يترك صف الرجال الراقصون، وهو مازال يغني ثم يميل فوق الشخص الذي سيعلاجه، ويذهب في نهاية المطاف إلى كل شخص حاضر، وحتى الرضع. يضع يدا واحدة على صدر الشخص، واحدة على ظهره، ويرفرف يديه. يعتقد ال!الكونغ انه بهذه الطريقة يسحب المرض، الحقيقي أو المحتمل، من خلال ذراع الشخص ثم إلى نفسه... وأخيرا، يلقي رجل الطب ذراعه للتخلص من المرض، ويلقيه في الظلام مرة أخرى إلى Gauwa أو gauwasi، وراء النار، مع القيثارة، والصياح «كاي كاي كاي.» 

لم تقدم لوما مارشال أي معلومات عما إذا كانت الرقصة ناجحة في علاج المريض ولكنها تقول أنها عمليات تطهير لعواطف الشعب بسبب «الدعم والسلوان والامل.» 

## ممارسي الطب التقليدي

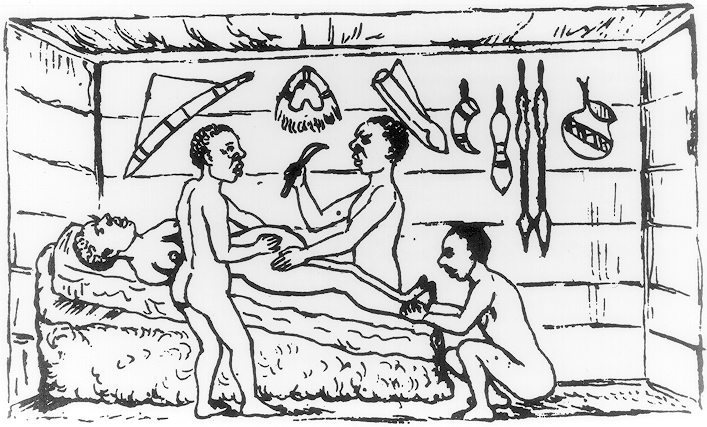
جراحة قيصرية ناجحة تم تنفيذها من قبل المعالجين في Kahura وأوغندا. كما وصفها Felkin في عام 1879.

لم يحصل كثير من ممارسي الطب التقليدي على تعليم، والذين حصلوا على المعرفة بالنباتات الطبية وتأثيرها على الجسم البشري حصلوا عليها من أسلافهم. حيث لديهم ارتباط عميق وشخصي في عملية الشفاء ويقومون بحماية المعرفة العلاجية من خلال إبقاء الأمر سرا. وبطريقة مشابهة للممارسة الطبية الأرثوذكسية، يتخصص ممارسي الطب التقليدي في مجالات معينة لمهنتهم. فالبعض خبير في الأعشاب الطبية، والبعض الآخر هم خبراء في الشفاء الروحي (العرافين)، وآخرون متخصصون في مزيج من الاثنين معا. وهناك أيضا واضعي العظام التقليدية والقابلات. أصبح المعالجون بالأعشاب أكثر وأكثر شعبية في أفريقيا مع ظهور السوق التجارية للأعشاب في ديربان حيث يقال أنه يجذب بين 700,000 و900،000 تاجر سنويا من جنوب أفريقيا وزيمبابوي وموزامبيق. وتوجد أسواق اصغر حجما في كل مجتمع تقريبا. حيث لا تقدر معارفهم من الأعشاب بثمن في المجتمعات الأفريقية وهم الوحيدين الذين يمكنهم جمعهم في معظم المجتمعات. تستفيد القابلات أيضا استفادة واسعة من النباتات المحلية للمساعدة في الولادة. يقوم المعالجون الأفارقة عموما «بوصف وشرح المرض من حيث التفاعل الاجتماعي والعمل على الاعتقاد بأن الدين يتخلل كل جانب من جوانب الوجود البشري.» 

### الأجور
تتم مكافأة المعالجون التقليديون لقاء خدماتهم مثل أي مهنة أخرى. في المجتمعات الأفريقية، تعتمد أجور العلاج على فعاليته. لا يطلبون الأجر إلا بعد إعطاء العلاج. هذا سبب آخر لتفضيل كثير من الناس المعالجين التقليديين على أطباء الغرب الذي يطلبون الأجر قبل تقييم المريض لفعالية العلاج. تغيرت أساليب الدفع على مر الزمن، مع طلب العديد من الممارسين الآن الدفع نقدا، وخاصة في المناطق الحضرية، بدلا من المقايضة، كما حدث سابقا.

### تعلم المهنة
يتعلم بعض المعالجين هذه المهنة من خلال التجارب الشخصية أثناء مرضه ثم يقرر أن يصبح معالجا بعد شفائه. بينما يصبح غيرهم من ممارسي الطب التقليدي من خلال «الداعي الروحي»، وبالتالي، فإن التشخيص والعلاج يكون من خلال كل ماهو خارق. في بعض الثقافات، قد تأتي الإشارة على الدعوة يمكن أن تأتي من تشويش عقلي سببه  agwu Nshi روح الكهانة، والتي من خلالها يحصل المعالج على الإلهام. من خلال هذا التدريب، يبلغ في نهاية المطاف الاستقرار النفسي. وكطريق آخر للحصول على المعارف والمهارات هو توارثها بشكل غير رسمي من أحد أفراد الأسرة المقربين مثل الأب أو العم، أو حتى الأم أو الخالة في حالة القابلات. التدريب المهني لطبيب المنشأة، الذي يدرس رسميا هذه المهنة على مدى فترة طويلة من الزمن ويدفع لهم الأخرى ن للدراسة وهو طريق آخر ليصبح معالجا. ويعتبر هذا التدريب معقدا، اعتمادا على نوع من الممارسة الطبية التي تلهم الممارس الذي يريد أن يكون جزءا من هذه المهنة. وبمجرد أن يصبح المتدرب معالجا رسميا يعتبر في بعض المجتمعات نصف رجل ونصف روح، والذي يمتلك القدرة على التوسط بين الإنسان وعالم ما وراء الطبيعة لتحفيز القوة الروحية في عمليات الشفاء.

### أهميته
في أفريقيا، أهمية المعالجين التقليديين والعلاجات المصنوعة من النباتات المحلية تلعب دورا حاسما في صحة الملايين. وفقا لمركز بحوث التنمية الدولية (IDRC)، وضع أحد التقديرات عدد الأفارقة الذين يستخدمون هذه الخدمات بصورة روتينية للحصول على الرعاية الصحية الأولية بما يصل إلى 85 ٪ في جنوب الصحراء الكبرى الأفريقية.  النسب النسبية لممارسي الطب التقليدي والأطباء الذين تدربوا في الجامعة بالنسبة لجميع السكان في البلدان الأفريقية تظهر هذه الأهمية. على سبيل المثال، في غانا، في حي كواهو، لكل ممارس هناك 224 شخصا، مقابل طبيب جامعي ل21000 تقريبا. في سوازيلاند ينطبق نفس الوضع، حيث لكل معالج 110 شخصا في حين أن لكل طبيب جامعي هناك 10000 شخصا. وفقا لمتخصصة نيروبية في التنوع البيولوجي والطب التقليدي مع IDRC Francois Gasengayire، أن هناك معالج لكل 200 شخص في منطقة الجنوب الأفريقي وهي أكبر نسبة لطبيب لكل المريض مما هو موجود في أمريكا الشمالية.
نسبة الأطباء (الذين يمارسون الطب الغربي) وممارسي الطب التقليدي للمرضى في جنوب وشرق أفريقيا :

تنزانيا

أوغندا

زامبيا

زيمبابوي

| بلد                                 | الطبيب : المريض                                                                | TMP: المريض                               | مراجع                                   |
| ----------------------------------- | ------------------------------------------------------------------------------ | ----------------------------------------- | --------------------------------------- |
| TMPs المقدرة في 2000 في 1990        |                                                                                | بوتسوانا                                  | Moitsidi، 1993                          |
| اريتريا                             | يقدر الأطباء بنحو 120 في عام 1995                                              |                                           | حكومة إريتريا، 1995                     |
| إثيوبيا                             | 1:33,000                                                                       |                                           | البنك الدولي، 1993                      |
| كينيا                               | 1:7,142 (الشاملة)                                                              | 1:987 (الحضر وماثاري)                     | البنك الدولي، 1993                      |
| 1:833 (الحضري - ماثاري)             | 1:378 (من الريف إلى Kilungu)                                                   | جيد. 1987                                 |                                         |
| المقدرة المرخص TMPs في 8579 في 1991 |                                                                                | ليسوتو                                    | سكوت» وآخرون«. 1996                     |
| مدغشقر                              | 1:8,333                                                                        |                                           | البنك الدولي، 1993                      |
| ملاوي                               | 1:50,000                                                                       | 1:138                                     | Msonthi وSeyani، 1986                   |
| موزمبيق                             | 1:50,000                                                                       | 1:200                                     | الأخضر وآخرون. 1994                     |
| ناميبيا                             | 1:1,000 (كاتوتورا) 1:500 (كوفيلاي) 1:300 (كابريفي) \| ومبكين، 1994             |                                           |                                         |
| الصومال                             | 1:14,285 (عموما) 1 : 2149 (مقديشو) 1:54,213 (المنطقة الوسطى) 1:216,539 (ساناغ) |                                           | البنك الدولي، 1993 ؛ علمي وآخرون . 1983 |
| جنوب أفريقيا                        | 1:1,639 (الشاملة)                                                              | 1:700-1,200 (فندا)                        | البنك الدولي، 1993                      |
|                                     | 1:17,400 (مناطق الوطن)                                                         |                                           | سافاج، 1985 * وأرنولد Gulumian، 1987 *  |
| السودان                             | 1:11,000                                                                       |                                           | البنك الدولي، 1993                      |
| سوازيلاند                           | 1:10,000                                                                       | :! 100                                    | الأخضر، 1985 ؛ هوف وماسيكو، 1986        |
| 1:33,000                            | 1:350-450 في DSM                                                               | البنك الدولي، 1993 ؛ Swantz، 1984         |                                         |
| 1:25,000                            | 1:708                                                                          | البنك الدولي، 1993 ؛ Amai، 1997           |                                         |
| 1:11,000                            |                                                                                | البنك الدولي، 1993                        |                                         |
| 1:6,250                             | 1:234 (في الحضر) 1:956 (الريفية)                                               | البنك الدولي، 1993 ؛ غيلفاند وآخرون. 1985 |                                         |

*TMP تشير إلى ممارس الطب التقليدي Traditional Medical Practitioner
ملاحظة : المراجع ذات نجمة في كننغهام Cunningham، 1993.
هذا جدول يبين نسبة الطبيب الممارس التقليدي إلى المريض والطبيب الغربي ليبين أن في أجزاء كثيرة من أفريقيا نسبة الممارسين المدربين في الطب الغربي قليلة ومتباعدة. ولهذا، يثبت المعالجين أنهم مجموعة كبيرة ومؤثرة في مجال الرعاية الصحية الأولية وجزءا لا يتجزأ من الثقافة الأفريقية ومطلوبة من أجل صحة الشعب. وبدونهم، فإن العديد من الناس لن يمكنهم الخضوع للعلاج.
الأدوية والعلاجات التي تصنعها شركات الأدوية الغربية مكلفة جدا وغير متوفرة على نطاق واسع بما فيه الكفاية بالنسبة لمعظم الأفارقة. فالكثير من المجتمعات الريفية الأفريقية ليست قادرة على تحمل ارتفاع أسعار الأدوية ولا يمكنهم الحصول عليها بسهولة حتى لو كانت بأسعار معقولة، وبالتالي، يصبح المعالجون الوسيلة الوحيدة للمساعدة الطبية. وفقا للدكتور Sekagya Yahaya Hills، وهو طبيب أسنان ومعالج تقليدي في أوغندا، فهناك مؤشرات واعدة أن بعض العلاجات المستخلصة من النباتات التي يقدمها رجال الطب ليست معقولة فحسب، بل أيضا فعالة، وحتى في علاج الايدز.  وقرأ الدكتور Hills كلمته عن المعالجين التقليديين في المؤتمر الدولي الثالث عشر حول الايدزو انتقال العدوى جنسيا في أفريقيا، حيث اختصر أهمية دور الطب التقليدي، قائلا : «كمعالجين تقليديين، فنحن أكثر ثقة ويمكن الوصول إلينا بسهولة كمقدمي رعاية صحية في مجتمعاتنا. لدينا خبرة متنوعة وقيمة في علاج مرض الإيدز والأمراض ذات الصلة ونحن نقبل الاستمرار في القيام بذلك.»  ولأن هذا النوع من الطب هو «نظام ذو أسعار معقولة ويمكن لغالبية السكان في المناطق الريفية الأفريقية الحصول عليه» أعلن الاتحاد الأفريقي من 2001 حتي 2010 ليكون عقد الطب التقليدي الأفريقي مع هدف جعله «آمنا وفعالا وذا جودة عالية وتكون الأدوية بأسعار معقولة للغالبية العظمى من الشعب.» 

## العلاقة مع الطب الغربي
على الرغم من نجاح الطب الغربي في البلدان المتقدمة، فإنه ليس لديه نفس التأثير الإيجابي في العديد من البلدان الأفريقية المتخلفة. على الرغم من الممارسات الغربية يمكن أن يكون لها تأثير في ممارسات الرعاية الصحية، في مجالات معينة مثل انتشار الأمراض المختلفة، إلا أنه لا يمكن دمجها كليا في الثقافة والمجتمع. وهذا يجعل من ممارسي الطب التقليدي الأفريقي جزءا حيويا من نظام الرعاية الصحية الخاصة بهم. وهناك أسباب كثيرة وراء عدم صلاحية النظام الغربي الطبي في أفريقيا. من الصعب الوصول إلى المستشفيات والمرافق الطبية على العديد من الأفارقة. مع هذه المساحات شاسعة من الأراضي والطرق وأنظمة النقل السيئة، يجب على العديد من الأفارقة السفر مسافات كبيرة مشيا على الأقدام للحصول على المساعدة. بمجرد وصولهم يطلب منهم في كثير من الأحيان الانتظار في صف لمدة تصل إلى 8 ساعات، لا سيما في المناطق الحضرية، وعدم وجود العيادات والموارد بسبب الزحام. فلا يعرف المرضى في كثير من الأحيان سبب مرضهم أو الكثير من المعلومات عنه، لذلك ليس لديهم وسيلة لمنعه أو التحضير له. التكنولوجيا المستخدمة عادة ما تكون ذات نوعية رديئة، مما يؤثر بدوره على نوعية العلاج. الطب الغربي مكلف للغاية أيضا بالنسبة للأفريقي المتوسط، مما يجعل من الصعب بالنسبة لهم الحصول على الرعاية المناسبة. وأخيرا، يبعد الطب الغربي الأفارقة عن الثقافة والتقاليد ويجبرهم على بيئة ليست مريحة لهم، بعيدا عن أسرهم والتقاليد التي تعتبر ذات أهمية قصوى لهم. كما انهم لا يحصلون على الشفاء الروحي السليم الذي تطلبه ثقافتهم وأيديولوجيتهم التقليدية.
ومع ذلك، كان وجه المزيد من الاهتمام في الآونة الأخيرة لآثار بعض النباتات الطبية في أفريقيا. تنظر "صناعة الأدوية للطب التقليدي كمصدر لتحديد العوامل الحيوية النشطة التي يمكن استخدامها في إعداد الأدوية الاصطناعية."  الصناعات الدوائية تبحث في التأثيرات الطبية للنباتات الأكثر شيوعا واستخداما لاستخدامها في الأدوية. ومن الواضح ان هناك بعض الامور التي يمكن استخلاصها من الممارسة التقليدية الأفريقية. بالمقارنة بين أساليب وتقنيات المعالجين أفارقة والطب الغربي، وصرح الدكتور T. Adeoze Lambo، وهو طبيب نفسي في نيجيريا قائلا "منذ ثلاث سنوات تقريبا، إجرينا تقييما، وبرنامج عملهم، وقارنا ذلك بعملنا، واكتشفنا في الواقع انهم سجلوا ستين في المئة تقريبا من النجاح في علاج للعصاب. بينما كنا نصل نحن إلى الأربعين في المئة، وأقل من أربعين في المئة في الواقع. " 